# مملكة أرمينيا الصغرى
كانت مملكة قيليقيا الأرمنية، المعروفة أيضًا بأرمينيا القيليقية (بالأرمنية: Կիլիկեան Հայաստան)‏، أو أرمينيا الصغرى، أو أرمينيا الجديدة وعُرفت سابقًا بإمارة قيليقيا الأرمنية (بالأرمنية: Կիլիկիայի հայկական իշխանութիւն)‏، دولة أرمنية تأسست خلال العصور الوسطى العليا من قِبل لاجئين أرمن هاربين من الحكم السلجوقي لأرمينيا. وقعت خارج المرتفعات الأرمنية وتختلف عن مملكة أرمينيا التي وُجدت في العصور الكلاسيكية القديمة، إذ تمركزت في منطقة قيليقيا شمال غرب خليج اسكندرون.
ترجع أصول المملكة إلى الإمارة المؤسسة نحو عام 1080 من قِبل السلالة الروبينية، يُزعم بأنها فرع من العائلة الباغراتيونية الأكبر، التي تولت عرش أرمينيا في أوقات مختلفة. كانت عاصمتهم في طرسوس أساسًا، وأصبحت لاحقًا في سيس (أو سيسية). كانت قيليقيا حليفًا قويًا للصليبيين الأوروبيين، واعتبرت نفسها معقل المسيحية في الشرق. كانت أيضًا بمثابة ركيزة للقومية والثقافة الأرمنية، بما أن أراض أرمينيا الفعلية كانت تحت احتلال أجنبي في ذلك الوقت. وُثّق استقلال قيليقيا وأهميتها في التاريخ الأرمني من خلال انتقال مقر الجاثليق (الكاثوليكوس) الخاص بالكنيسة الرسولية الأرمنية، القيادة الروحية للشعب الأرمني، إلى المنطقة.
في عام 1198، أصبحت قيليقيا الأرمنية مملكة، بتتويج ليو العظيم من السلالة الروبينية.
في عام 1226، انتقل العرش إلى الهيثوميين المنافسين من خلال هيثوم الأول، الزوج الثاني لابنة ليو، إيزابيلا. مع احتلال المغول مناطقًا واسعة في آسيا الوسطى والشرق الأوسط، سعى هيثوم والحكام الهيثوميين المتعاقبين إلى تشكيل تحالف أرمني مغولي ضد الخصوم المسلمين المشتركين، ولاسيما المماليك. في القرنين الثالث عشر والرابع عشر، تفككت الدول الصليبية والإلخانية المغولية، مما ترك المملكة الأرمنية دون أي حلفاء إقليميين. بعد هجمات عنيفة من قِبل المماليك في مصر في القرن الرابع عشر، سقطت أرمينيا القيليقية التي تحكمها سلالة لوزينيان والغارقة في صراع ديني داخلي، في النهاية عام 1375.
جلبت التعاملات العسكرية والتجارية مع الأوروبيين تأثيرًا غربيًا جديدًا إلى المجتمع الأرمني القيليقي. اتُخذت عدة نواحي من الحياة الغربية الأوروبية من قِبل طبقة النبلاء من ضمنها المروءة والأزياء واستخدام الألقاب والأسماء واللغة الفرنسية. علاوة على ذلك، تحول تنظيم المجتمع القيليقي من نظامه التقليدي ليصبح أقرب إلى الإقطاعية. استعار الصليبيون الأوروبيون بأنفسهم مهاراتٍ متنوعة، مثل المقومات الأرمنية في بناء القلاع وعمارة الكنائس. ازدهرت أرمينيا القيليقية اقتصاديًا، بكون ميناء أياس مركزًا تجاريًا بين الشرق والغرب.

## الهجرات الأرمنية الأولى إلى قيليقيا

### قيليقيا في ظل ديكرانوس الكبير
يعود الوجود الأرمني في قيليقيا إلى القرن الأول قبل الميلاد، حين توسعت مملكة أرمينيا على يد ديكرانوس الكبير، واحتلت منطقة كبيرة في المشرق. في عام 83 قبل الميلاد، عرضت سوريا السلوقية التابعة للأرستقراطية الإغريقية، التي أُضعفت بسبب حرب أهلية دامية، ولاءها للملك الأرمني الطموح. احتل ديكران (ديكرانوس) بعدها فينيقيا وقيليقيا، منهيًا الإمبراطورية السلوقية. وصلت الحدود الجنوبية لنفوذه حتى بطليموس (عكا في يومنا الحالي). أُرسل العديد من سكان المدن المحتلة إلى حاضرة تيغراناكيرت (باللاتينية: Tigranocerta)‏ الجديدة. في ذروتها، امتدت إمبراطورية ديكران الأرمنية من جبال بونتيك إلى بلاد الرافدين، ومن بحر قزوين إلى المتوسط. غزا ديكران أقصى ما استطاع تجاه الجنوب الشرقي حتى إكباتان عاصمة الإمبراطورية الفرثية، الموجودة غرب إيران في يومنا الحالي. في عام 27 قبل الميلاد احتلت الإمبراطورية الرومانية قيليقيا وحولتها إلى إحدى إماراتها الشرقية.

### الهجرة الأرمنية الجماعية في ظل الإمبراطورية البيزنطية
بعد تقسيم الإمبراطورية الرومانية إلى نصفين عام 395 بعد الميلاد، ضُمّنت قيليقيا ضمن الإمبراطورية الرومانية الشرقية، التي تدعى أيضًا باسم الإمبراطورية البيزنطية. في القرن السادس بعد الميلاد، انتقلت العائلات الأرمنية إلى الأراضي البيزنطية. خدم العديد في الجيش البيزنطي جنودًا أو ضباطًا، ووصلوا إلى مناصب إمبراطورية بارزة.
سقطت قيليقيا على يد العرب في القرن السابع وأُلحقت بالكامل إلى دولة الخلافة الراشدة. على أي حال، فشلت دولة الخلافة بكسب موطئ قدمٍ ثابت في الأناضول، إذ أُعيد احتلال قيليقيا عام 965 من قِبل الإمبراطور البيزنطي نقفور الثاني فوكاس. أدى احتلال دولة الخلافة لقيليقيا ولمناطق أخرى في آسيا الصغرى إلى بحث العديد من الأرمنيين عن اللجوء والحماية باتجاه الغرب في الإمبراطورية البيزنطية، مما خلق عدم توازن ديموغرافي في المنطقة. لحماية أراضيهم الشرقية بشكل أفضل بعد استعادتها، لجأ البيزنطيون عمومًا إلى سياسة النقل الجماعي وإعادة توطين السكان الأصليين ضمن حدود الإمبراطورية. وهكذا، طرد نقفور المسلمين القاطنين في قيليقيا، وشجع المسيحيين من سوريا وأرمينيا للاستقرار في المنطقة. حاول الإمبراطور باسيل الثاني (976 – 1025) التوسع إلى فاسبوراكان الأرمنية في الشرق وإلى سوريا التي يحكمها العرب في الجنوب. نتيجة للحملات العسكرية البيزنطية، انتشر الأرمنيون في كبادوكيا، وشرقًا من قيليقيا إلى المناطق الجبلية لشمال سوريا وبلاد الرافدين.
سبّب الإلحاق الرسمي لأرمينيا الكبرى إلى الإمبراطورية البيزنطية عام 1045 واحتلالها من قِبل الأتراك السلاجقة بعد 19 عامًا، موجتين جديدتين من الهجرة الأرمنية إلى قيليقيا. لم يتمكن الأرمنيون من إعادة تأسيس دولة مستقلة في الهضبة الأرمنية الأصلية بعد سقوط أرمينيا التي تحكمها السلالة الباغراتونية إذ أنها ظلت تحت الاحتلال الأجنبي. عقب احتلالها عام 1045، وفي غمرة الجهود البيزنطية لزيادة عدد سكان شرق الإمبراطورية، تكثفت الهجرة الأرمنية إلى قيليقيا وتحولت إلى حركة سياسية اجتماعية كبيرة. جاء الأرمنيون ليعملوا ضباطًا في الجيش أو حُكامًا عند البيزنطيين، ومُنحوا السيطرة على مدن مهمة في الحدود الشرقية للإمبراطورية البيزنطية. لعب السلاجقة أيضًا دورًا مهمًا في الحركة السكانية الأرمنية إلى قيليقيا. في عام 1064، تقدم الأتراك السلاجقة بقيادة ألب أرسلان نحو الأناضول من خلال احتلال مدينة آني في أرمينيا التي يسيطر عليها البيزنطيون. بعد سبع سنوات، اكتسبوا نصرًا حاسمًا على بيزنطة من خلال هزيمة جيش الإمبراطور رومانوس الرابع ديوجينيس في معركة ملاذكرد، شمال بحيرة فان. توسع مَلكشاه الأول، خليفة ألب أرسلان، أكثر في الإمبراطورية السلجوقية وفرض ضرائب قمعية على السكان الأرمن. بعد مناشدة مساعد ووكيل الكاثوليكوس جورجي الثاني، بارسيغ القيليقي، حصل الأرمن على إعفاء مؤقت، لكن الحكام الذين خلفوا ملكشاه استمروا بفرض الضرائب. أدى هذا إلى بحث الأرمنيين عن اللجوء في بيزنطة وقيليقيا. نصّب بعض القادة الأرمن أنفسهم حكامًا ذو سيادة، في حين ظل آخرون، على الأقل ظاهريًا، موالين للإمبراطورية. كان فيلاريتوس بركاميوس من أنجح أمراء الحرب الأرمن الأوائل، وهو جنرال بيزنطي سابق كان جنبًا إلى جنب مع رومانوس ديوجينيس في ملاذكرد. بين عامي 1078 و1085، بنى فيلاريتوس إمارة تمتد من ملطية في الشمال إلى أنطاكية في الجنوب، ومن قيليقيا في الغرب إلى الرُّها في الشرق. دعا العديد من النبلاء الأرمن للاستقرار في إمارته، ومنحهم أراضٍ وقلاعًا. لكن دولة فيلاتروس بدأت بالانهيار حتى قبل وفاته عام 1090، وتفككت في النهاية إلى سيادات محلية.

## وصلات خارجية
- الموسوعة البريطانية